# Börek

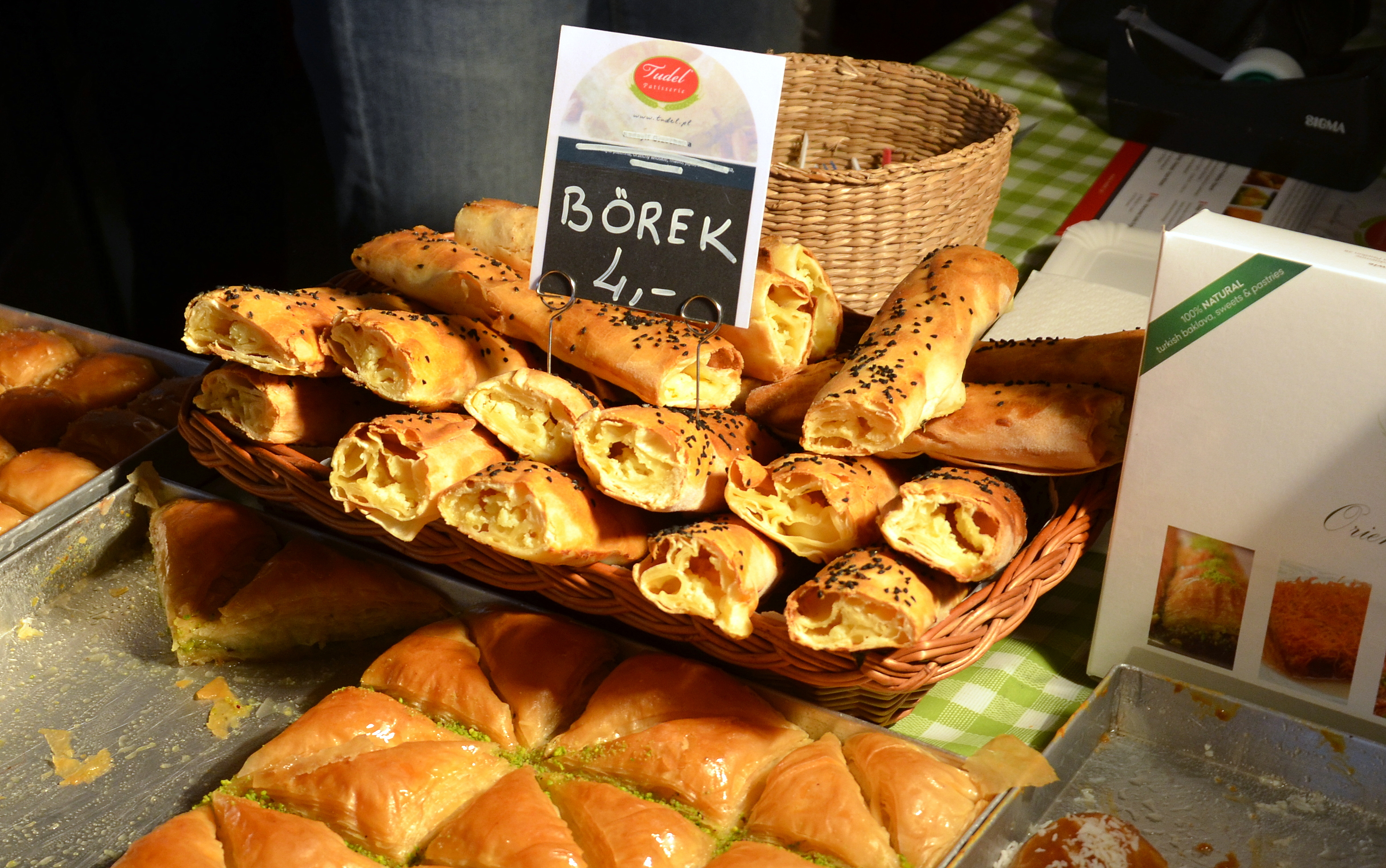
Börek.

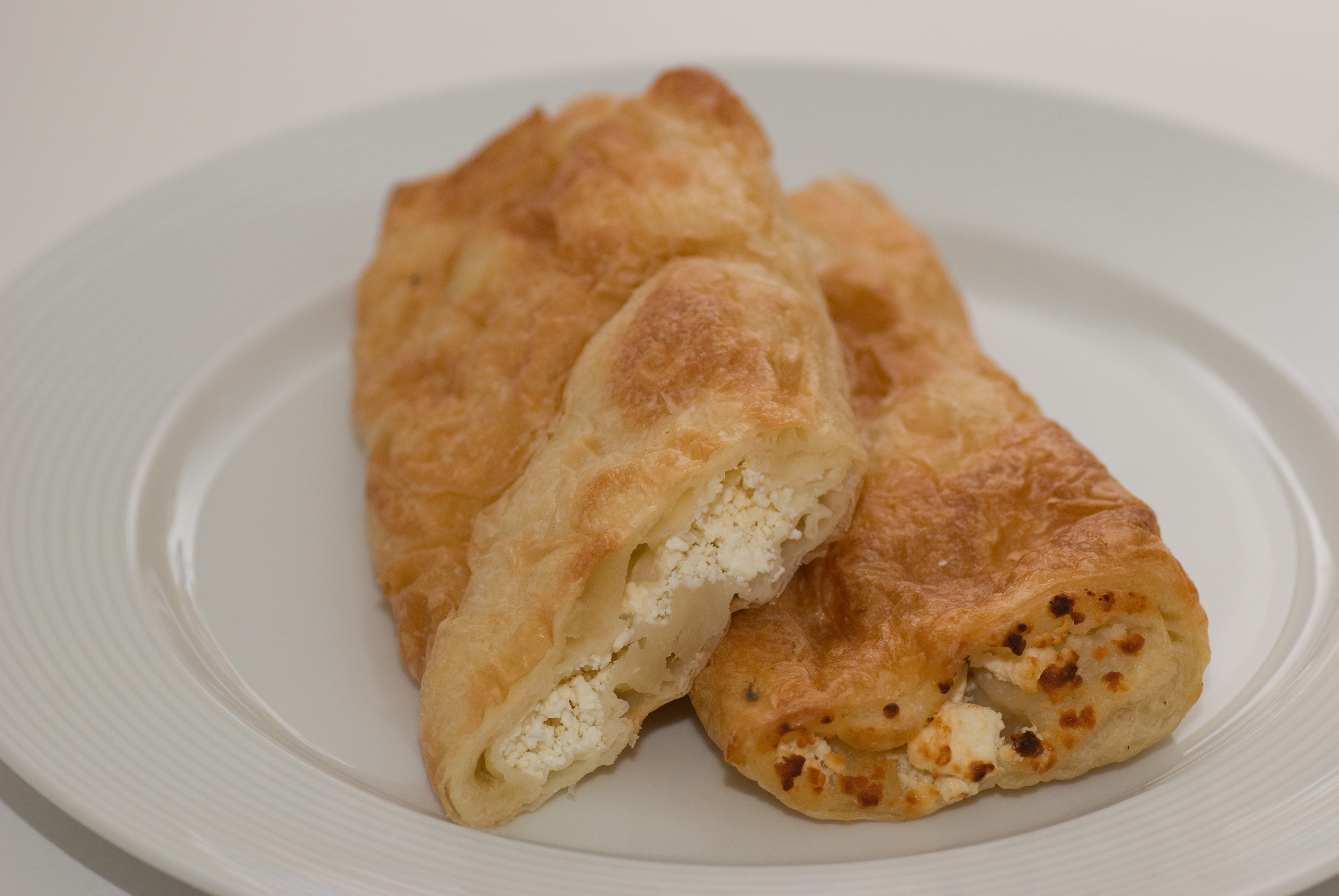
Börek (com queijo de ovelha).

Börek (ou boreka) é uma comida turca. São pequenos pastéis de massa recheada com carne, queijo, espinafre ou outros legumes.
Nos Balcãs também é conhecido como byrek ou pite (Albânia), baniza (Macedônia do Norte) e Бурек.